# قاضي الانتخابات
في الولايات المتحدة، يعتبر قاضي الانتخابات (يسمى مفتش الانتخابات أو ضابط الانتخابات أو عامل الانتخابات في بعض ولايات الولايات المتحدة) هو المسؤول عن سلامة وتنظيم التصويت في [الدوائر الانتخابية المحلية. وتبعًا لكل ولاية، قد يتم تحديد انتماء قاضي الانتخابات بأن يكون عضو حزب سياسي أو غير سياسي. وعادة ما يكونون متطوعين أو يتلقون أجرًا زهيدًا لقاء عملهم. يعمل في كل دائرة انتخابية تصويتية عدد من قضاة الانتخابات. وتشمل واجباتهم التوقيع على تسجيل الناخبين وشرح إجراءات التصويت واستخدام معدات التصويت وتوفير بطاقات الاقتراع ومراقبة سير العملية الانتخابية. في ولاية مينيسوتا وولاية ويسكونسن وولاية أيوا وولاية ماين أيضًا يسجل ناخبون جدد في يوم الانتخابات. وفقًا لكل ولاية، يتم اختيار قضاة الانتخابات من قبل مسؤول مقاطعة (مثل مدقق المقاطعة), أو مسؤول بالمدينة أو البلدة (مثل كاتب المدينة) أو الولاية.
في ولاية كاليفورنيا، يمكن لأي مواطن أن يكون "عامل انتخابات"، ولا يشترط فقط سوى التقدم للعمل قبل شهرين على الأقل من إجراء الانتخابات. يخضع المفتشون والمراقبون لفصلين تدريبيين على الأقل، ويطلب من الكتبة حضور دورة تدريبية في غضون أسبوعين من الانتخابات، بالإضافة إلى حصولهم على شهادات بالدورات حول استخدام أي آلات أو أجهزة تكنولوجية. تغطي هذه الدروس مجموعة واسعة من الموضوعات، بما في ذلك فتح وإغلاق صناديق الاقتراع، وأي لون يتم استخدامه على أي نوع من الورق، وكيفية التعامل مع الناخبين الغاضبين، والمرات النادرة التي يجوز فيها مواجهة الناخب.
في 41 ولاية من 51 ولاية أمريكية، يجوز لطلاب المدارس الثانوية أن يكونوا قضاة الانتخابات الطلاب. ولكل ولاية مجموعة من شروطها الخاصة للطلاب ليكونوا بمثابة عاملين في مراكز الاقتراع، ولكن بصفة عامة، يجب أن يكون الطلاب في مستوى أكاديمي جيد في مدرستهم وضمن النطاق العمري المحدد أو شروط الصف.

## وصلات خارجية
- Elections Office of Minneapolis, Minnesota - Page describing the duties of an election judge